# 1SWASP J140747.93-394542.6
1SWASP J140747.93-394542.6 (denominazione abbreviata in J1407 ma meglio conosciuta come V1400 Centauri) è una giovane nana arancione pre-sequenza principale, distante circa 434 anni luce dal sistema solare. Appare come un oggetto di magnitudine 12,3 - invisibile quindi ad occhio nudo - nella costellazione del Centauro.

## Caratteristiche
La sua massa è stata stimata essere pari al 90% di quella solare. Le sue dimensioni sono invece assai prossime a quelle del Sole. Ha una temperatura superficiale prossima ai 4500 K e la sua età è stimata in 16 milioni di anni.
Il nome deriva dal programma SuperWASP e dalle coordinate della stella. A causa della non trascurabile presenza di J1407 b, J1407 è una stella variabile, dopo questa classificazione è nota anche con il nome di V1400 Centauri.

## Sistema planetario
Attorno alla stella orbita J1407 b, un gigante gassoso molto massiccio oppure una nana bruna, scoperta con il metodo dei transiti nel 2012 da un gruppo di ricerca dell'Università di Rochester diretto da Erik Mamajek. Interessata da episodiche eclissi piuttosto peculiari, la stella era stata oggetto di un'estesa campagna di osservazione di 56 giorni nella primavera del 2007. Si era così giunti alla scoperta che la compagna era circondata da un sistema di anelli molto esteso.
Studi successivi hanno permesso di definire alcune caratteristiche del sistema: la compagna potrebbe avere una massa compresa tra le 14 e le 28 masse gioviane (sebbene il dato sia affetto ancora da elevata incertezza) ed orbiterebbe attorno alla primaria in un periodo compreso tra i 10 e i 30 anni. Il sistema di anelli si estenderebbe per 90 milioni di chilometri (pari a 0,6 UA) e comprenderebbe una massa stimata in 100 masse lunari (poco superiore quindi alla massa della Terra pari a 81.3 masse lunari). A 0,4 UA dal pianeta è presente una separazione (o divisione) nell'anello, che gli studiosi ritengono indizio dell'esistenza di un'esoluna.